# 53-я стрелковая дивизия (РСФСР)
53-я стрелковая дивизия — тактическое соединение РККА РСФСР.

## История дивизии
53-я стрелковая дивизия РККА была сформирована 1 февраля 1919 года приказом Главного управления пограничной охраны. С начала марта по июнь 1919 года входила в состав Литовско-белорусской армии, в июне-июле 1919 была в подчинении 16-й армии. С 21 августа 1919 года именовалась 53-й пограничной дивизией, её 2-я и 3-я бригады с октября 1919 были подчинены 15-й армии, вела бои против войск Юденича. С января 1920 — получила наименование 53-я стрелковая дивизия. С января 1920 на Западном фронте РСФСР. В мае 1920 в составе 15-й армии РККА действовала на её правом фланге в районе Двинска, Полоцка. 17 мая её частями была занята Дисна. До 1 июня вела наступление на Молодечнинском направлении, затем была остановлена поляками. Ударом польских сил была разрезана на две части, и под угрозой окружения отброшена к Глубокому, затем Лужкам. Потрёпанная в боях, в составе только 1500 штыков, к 9 июня заняла позиции в районе озера Жада. После начала формирования 4-й армии РККА Западного фронта вошла в его состав. К 24 июня 53-я дивизия на вооружении имела: 2047 штыков (3500 бойцов), 252 сабли, 54 пулемёта, 22 лёгких орудия, а также роту связи, инженерный батальон, дивизионную школу, радиостанцию, 1 продовольственный транспорт, дивизионную хлебопекарню, бригадный перевязочный отряд. Принимала участие в общем наступлении красных сил против войска польского. После поражения в Варшавском сражении в августе 1920 года была интернирована в Восточной Пруссии. После возвращения личного состава в РСФСР, в декабре 1920 года была расформирована.

## Командный состав
Начальники дивизии:
- Гласко А. С. (1 февраля — 21 августа 1919)
- Баранов С. А. (врид, 21 августа — 1 сентября 1919)[3]
- Акимов В. И. (1 сентября 1919 — 15 мая 1920)[4]
- Тарасов-Родионов А. И. (врид, 15 мая — 25 июня 1920)
- Щербаков П. К. (25 июня — август 1920)

Военкомы:
- Брауде Е. Б. (1 февраля — 8 сентября 1919)
- Черницкий С. И. (8 сентября 1919 - август 1920)
- Березуцкий П. С. — военкомбриг-2[5]

Начальники штаба:
- Жданович К. О. (1 февраля - 15 июня 1919)
- Баранов С. А. (15 июня - 21 августа 1919)
- Баторский М. А. (21 августа - 5 сентября 1919)
- Михайлов В. А. (5 октября 1919 - ....?)
- Зайченко З. И. (1920)[6]

Командиры бригад:
- 157-я (Каменщиков В.В.)[7]
- 158-я (Макавеев)[8]
- 159-я (Добровольский В.П.)[9]

## Люди, связанные с дивизией
- Рутько, Виктор Иванович — в 1919—1920 годах служил бойцом 17-го и 32-го стрелковых полков.  Впоследствии советский военачальник, полковник.